# Volta a Catalunya de 2009
La Volta a Catalunya 2009 és una competició ciclista que es disputà per les carreteres de Catalunya entre el 18 i el 24 de maig de 2009. Aquesta era la 89a edició de la Volta Ciclista a Catalunya i el vencedor final fou el murcià Alejandro Valverde de l'equip Caisse d'Epargne, que dominà la cursa de cap a cap.

## Dificultats econòmiques
Problemes econòmics han posat en dubte la celebració de la present edició després que el principal espònsor de les darreres edicions, la Junta de Castella i Lleó en retirés el suport i sols un acord final amb TV3 i la Generalitat de Catalunya ha permès la seva disputa.
Aquests problemes econòmics es deuen a diversos factors: en primer lloc hi ha un increment del pressupost pel fet de formar part de les circuit ProTour i d'haver de fer més controls antigopatge. En segon lloc hi ha la crisi econòmica que afecta tot el país i que dificulta l'arribada de nous patrocinadors i en tercer lloc a la disputa de la cursa en unes dates dolentes, en què aquesta coincideix de ple amb el Giro d'Itàlia i impedeix la participació dels millors ciclistes del panorama internacional.

## Participants
A la cursa hi serna presents els 18 equips ProTour i tres equips continentals professionals.
| País      | Codi UCI | Nom de l'equip                   |
| --------- | -------- | -------------------------------- |
| França    | ALM      | Ag2r-La Mondiale                 |
| Espanya   | AZA      | Andalucía-Cajasur                |
| Luxemburg | AST      | Astana                           |
| França    | BTL      | Bouygues Télécom                 |
| Espanya   | GCE      | Caisse d'Epargne                 |
| Suïssa    | CTT      | Cervélo Team                     |
| França    | COF      | Cofidis, Le Crédit par Téléphone |
| Espanya   | GNM      | Contentpolis-Ampo                |
| Espanya   | EUS      | Euskaltel-Euskadi                |
| França    | FDJ      | Française des Jeux               |

| País          | Codi UCI | Nom de l'equip          |
| ------------- | -------- | ----------------------- |
| Espanya       | FJS      | Fuji-Servetto           |
| Estats Units  | GRM      | Garmin-Slipstream       |
| Rússia        | KAT      | Katusha                 |
| Itàlia        | LAM      | Lampre                  |
| Itàlia        | LIQ      | Liquigas                |
| Bèlgica       | QST      | Quick Step              |
| Països Baixos | RAB      | Rabobank                |
| Bèlgica       | SIL      | Silence-Lotto           |
| Estats Units  | THR      | Team Columbia-High Road |
| Alemanya      | MRM      | Team Milram             |
| Dinamarca     | SAX      | Team Saxo Bank          |

## Etapes
| Etapa    | Data       | Recorregut                              | km           | Vencedor d'etapa              | Líder de la classificació general |
| Pròleg   | 18 de maig | Lloret de Mar - Lloret de Mar           | 3,6 km (CRI) | Thor Hushovd (NOR)            | Thor Hushovd (NOR)                |
| 1a etapa | 19 de maig | Girona - Roses                          | 163,1 km     | Matti Breschel (DEN)          | Alejandro Valverde (ESP)          |
| 2a etapa | 20 de maig | Roses - La Pobla de Lillet              | 182,9 km     | Alejandro Valverde (ESP)      | Alejandro Valverde (ESP)          |
| 3a etapa | 21 de maig | La Pobla de Lillet - Vallnord           | 175,7 km     | Julián Sánchez Pimienta (ESP) | Alejandro Valverde (ESP)          |
| 4a etapa | 22 de maig | La Seu d'Urgell - Torredembarra         | 201,3 km     | Nikolai Trússov (RUS)         | Alejandro Valverde (ESP)          |
| 5a etapa | 23 de maig | Torredembarra - Barcelona               | 150,5 km     | Thor Hushovd (NOR)            | Alejandro Valverde (ESP)          |
| 6a etapa | 24 de maig | CAR de Sant Cugat - Circuit de Montmeló | 110,8 km     | Greg Henderson (NZL)          | Alejandro Valverde (ESP)          |

### Pròleg.Lloret de Mar-Lloret de Mar.18 de maigde2009. 3,6 km (CRI)
La primera etapa és una contrarellotge individual pels carrers de Lloret de Mar. Amb una lleugera ascensió durant el primer quilòmetre a partir d'aquell moment la ruta va a buscar el passeig marítim de la ciutat, on hi ha instal·lada l'arribada.
El vencedor de l'etapa és el mateix que guanyà el pròleg de l'edició anterior, el noruec Thor Hushovd. En segona posició se situà Alejandro Valverde, que en aquesta cursa feia el seu debut després que el CONI el suspengués per dos anys per a les curses disputades en territori italià.
|   | Ciclista           | Equip                   | Temps  |
| - | ------------------ | ----------------------- | ------ |
| 1 | Thor Hushovd       | Cervélo TestTeam        | 4' 47" |
| 2 | Alejandro Valverde | Caisse d'Epargne        | + 1"   |
| 3 | Greg Henderson     | Team Columbia-High Road | + 2"   |
| 4 | Mathieu Ladagnous  | FDJ                     | + 3"   |
| 5 | Sylvain Chavanel   | Quick Step              | + 3"   |

|   | Ciclista           | Equip                   | Temps  |
| - | ------------------ | ----------------------- | ------ |
| 1 | Thor Hushovd       | Cervélo TestTeam        | 4' 47" |
| 2 | Alejandro Valverde | Caisse d'Epargne        | + 1"   |
| 3 | Greg Henderson     | Team Columbia-High Road | + 2"   |
| 4 | Mathieu Ladagnous  | FDJ                     | + 3"   |
| 5 | Sylvain Chavanel   | Quick Step              | + 3"   |

### Etapa 1.Girona-Roses.19 de maigde2009. 163,1 km
Amb sortida a Girona els ciclistes s'enfronten a una primera etapa de mitja muntanya, en què hauran de superar tres dificultats muntanyoses: l'alt dels Àngels (km 67,5), de primera categoria; l'alt de Cadaqués (km 125,6), de segona categoria; i l'alt de Sant Pere de Rodes (km 145,6), de primera categoria.
Una quartet format per Lloyd Mondory (AG2R), Arnaud Labbe (Bouygues), Samuel Dumoulin (Cofidis) i Francisco José Martínez (Andalucía-Cajasur) animà la cursa durant bona part de l'etapa. Arribaren a tenir quatre minuts d'avantatge durant l'ascensió del primer port, Els Àngels. La col·laboració entre l'equip del líder, Thor Hushovd (Cervélo), i el Caisse d'Epargne ajudà a posar fi a l'escapada després de 130 km de fuga.
L'etapa s'ha decidit durant l'ascensió al darrer port, el de Sant Pere de Rodes, en què Hushovd s'ha vist tallat. Un grup de 50 corredors ha arribat agrupat a Roses, on el danès Matti Breschel (Saxo Bank) s'ha imposat a l'esprint. Alejandro Valverde, que formava part d'aquest grup, s'ha convertit en el nou líder.
|   | Ciclista           | Equip            | Temps      |
| - | ------------------ | ---------------- | ---------- |
| 1 | Matti Breschel     | Team Saxo Bank   | 4h 11' 34" |
| 2 | Jérôme Pineau      | Quick Step       | m. t.      |
| 3 | Xavier Florencio   | Cervélo TestTeam | m. t.      |
| 4 | Nicolas Roche      | Ag2r-La Mondiale | m. t.      |
| 5 | David de la Fuente | Fuji-Servetto    | m. t.      |

|   | Ciclista           | Equip            | Temps      |
| - | ------------------ | ---------------- | ---------- |
| 1 | Alejandro Valverde | Caisse d'Epargne | 4h 16' 22" |
| 2 | Jérôme Pineau      | Quick Step       | m. t.      |
| 3 | Xavier Florencio   | Cervélo TestTeam | + 1"       |
| 4 | Sylvain Chavanel   | Quick Step       | + 2"       |
| 5 | Jussi Veikkanen    | FDJ              | + 2"       |

### Etapa 2.Roses-La Pobla de Lillet.20 de maigde2009. 182,9 km
Primera etapa d'alta muntanya d'aquesta edició de la Volta, amb tres ports de primera categoria. La sortida es fa a Roses, a nivell de mar, i d'allà es va cap a Olot, on poc després s'inicia l'ascens al primer dels ports de muntanya del dia, l'alt de Coubet. D'aquí la cursa baixa cap a Ripoll, Vilada i poc després de la central tèrmica de Cercs s'inicia el segon port, el coll de Jou. D'aquí la cursa va cap a Sant Julià de Cerdanyola on comença l'ascensió a la darrera de les dificultats, la collada Sobirana. L'arribada a La Pobla de Lillet es troba en una lleugera pujada.
L'etapa ha començat amb Jérôme Pineau agafant dos segons de bonificació a la meta volant de Figueres, cosa el situava com a líder virtual de la cursa. Poc després es forma l'etapa del dia formada per Jerome Coppel, William Bonnet, Stephane Auge i José Ruiz, que arribà a tenir més de 5' durant l'ascensió a l'alt de Coubet i que convertia a Coppel també en líder virtual. Amb tot l'escapada no arribà a bon port i foren neutralitzats a manca de 20 km, durant l'ascensió al coll de Jou. En él darrer port la cursa s'ha trencat, formant-se un grupet al capdavant amb tots els favorits. Valverde s'ha imposat a La Pobla de Lillet tot imposant la seva punta de velocitat i consolidant el lideratge de la cursa.
|   | Ciclista           | Equip             | Temps      |
| - | ------------------ | ----------------- | ---------- |
| 1 | Alejandro Valverde | Caisse d'Epargne  | 4h 46' 53" |
| 2 | David de la Fuente | Fuji-Servetto     | m. t.      |
| 3 | Daniel Martin      | Garmin-Slipstream | m. t.      |
| 4 | Samuel Sánchez     | Euskaltel–Euskadi | m. t.      |
| 5 | Xavier Tondo       | Andalucia-Cajasur | m. t.      |

|   | Ciclista           | Equip                 | Temps      |
| - | ------------------ | --------------------- | ---------- |
| 1 | Alejandro Valverde | Caisse d'Epargne      | 9h 03' 05" |
| 2 | Haimar Zubeldia    | Astana Qazaqstan Team | + 14"      |
| 3 | Samuel Sánchez     | Euskaltel–Euskadi     | + 15"      |
| 4 | Mikel Astarloza    | Euskaltel–Euskadi     | + 17"      |
| 5 | Jakob Fuglsang     | Team Saxo Bank        | + 18"      |

### Etapa 3.La Pobla de Lillet-Vallnord.21 de maigde2009. 175,7 km
La tercera etapa de la present edició fou l'etapa reina, amb un port de segona categoria, dos de primera i un de categoria especial. Amb sortida a La Pobla de Lillet la cursa enfila cap a Berga, on hi ha el primer esprint especial de l'etapa. D'aquí cap a Sant Llorenç de Morunys, on comença l'ascensió al primer port del dia, el Coll de Port, de primera categoria. De camí cap a la Seu d'Urgell, on hi ha el segon esprint de la jornada passen per Tuixent i Cornellana. De la Seu la cursa va cap a Andorra, on hi ha les tres darreres dificultats del dia, l'alt de la Comella, l'Alt de la Massana, i l'ascens final a Vallnord, al secor de Pal, cima Peris de la present edició.
La victòria de l'etapa se l'endugué un ciclista semidesconegut, Julián Sánchez Pimienta, membre d'una escapada de 9 que es formà en els primers compasos de l'etapa. Pel darrere, Alejandro Valverde consolidà el seu lideratge deixant enrere els seus perseguidors.
|   | Ciclista                | Equip                 | Temps      |
| - | ----------------------- | --------------------- | ---------- |
| 1 | Julián Sánchez Pimienta | Contentpolis-Ampo     | 4h 46' 29" |
| 2 | Daniel Martin           | Garmin-Slipstream     | + 6"       |
| 3 | Alejandro Valverde      | Caisse d'Epargne      | + 8"       |
| 4 | Haimar Zubeldia         | Astana Qazaqstan Team | + 12"      |
| 5 | Mikel Astarloza         | Euskaltel–Euskadi     | + 21"      |

|   | Ciclista                   | Equip                 | Temps       |
| - | -------------------------- | --------------------- | ----------- |
| 1 | Alejandro Valverde         | Caisse d'Epargne      | 13h 49' 38" |
| 2 | Daniel Martin              | Garmin-Slipstream     | + 15"       |
| 3 | Haimar Zubeldia            | Astana Qazaqstan Team | + 22"       |
| 4 | Mikel Astarloza            | Euskaltel–Euskadi     | + 34"       |
| 5 | José Ángel Gómez Marchante | Cervélo TestTeam      | + 38"       |

### Etapa 4.La Seu d'Urgell-Torredembarra.22 de maigde2009. 201,3 km
Etapa més llarga de la present edició, amb bona part del recorregut en baixada i sense cap dificultat muntanyasa puntuable, però amb un terreny força trencacames, sobretot en la part central de l'etapa, a Santa Coloma de Queralt.
Quatre ciclistes formen una escapada en els primers quilòmetres de l'etapa que a punt va estar d'arribar a bon port, però a manca de 3 km foren agafats per un gran grup comandat pels equips dels esprínters. El vencedor fou el rus de l'equip Katusha Nikolai Trússov, que superà Thor Hushovd a la línia d'arribada.
|   | Ciclista        | Equip                   | Temps      |
| - | --------------- | ----------------------- | ---------- |
| 1 | Nikolai Trússov | Team Katusha            | 4h 28' 58" |
| 2 | Thor Hushovd    | Cervélo TestTeam        | m. t.      |
| 3 | Fabio Sabatini  | Liquigas                | m. t.      |
| 4 | Greg Henderson  | Team Columbia-High Road | m. t.      |
| 5 | Pablo Urtasun   | Euskaltel–Euskadi       | m. t.      |

|   | Ciclista                   | Equip                 | Temps       |
| - | -------------------------- | --------------------- | ----------- |
| 1 | Alejandro Valverde         | Caisse d'Epargne      | 18h 18' 36" |
| 2 | Daniel Martin              | Garmin-Slipstream     | + 15"       |
| 3 | Haimar Zubeldia            | Astana Qazaqstan Team | + 22"       |
| 4 | Mikel Astarloza            | Euskaltel–Euskadi     | + 34"       |
| 5 | José Ángel Gómez Marchante | Cervélo TestTeam      | + 38"       |

### Etapa 5.Torredembarra-Barcelona.23 de maigde2009. 150,5 km
Etapa de mitja muntanya en la seva part inicial, amb el pas per l'alt de les Ventoses i el de Font-rubí, al Penedès. Després la cursa se'n va a buscar la costa per passar per Sitges, Vallcarca, el pas de la Maladona i l'entrada al Baix Llobregat per arribar a Barcelona.
La lluita pel Gran Premi de la Muntanya marca els primers quilòmetres de l'etapa, ja que sols 1 punt separava el primer classificat, Xavier Tondo, del segon Julián Sánchez Pimienta abans de començar l'etapa. En la primera de les dificultats muntanyoses del dia, l'alt de les Ventoses Sánchez Pimienta sumà un punt que li servia per posar-se en primera posició. Tot seguit una escapada formada per 6 ciclistes s'escapolí del gran grup, però la força dels equips dels esprínters els privà d'arribar en solitari a Barcelona. A l'esprint aquesta vegada sí que guanyà Thor Hushovd, que d'aquesta manera es tragué l'espina del dia anterior
|   | Ciclista       | Equip                   | Temps      |
| - | -------------- | ----------------------- | ---------- |
| 1 | Thor Hushovd   | Cervélo TestTeam        | 3h 26' 43" |
| 2 | Fabio Sabatini | Liquigas                | m. t.      |
| 3 | Greg Henderson | Team Columbia-High Road | m. t.      |
| 4 | Matti Breschel | Team Saxo Bank          | m. t.      |
| 5 | Leonardo Duque | Cofidis                 | m. t.      |

|   | Ciclista                   | Equip                 | Temps       |
| - | -------------------------- | --------------------- | ----------- |
| 1 | Alejandro Valverde         | Caisse d'Epargne      | 21h 45' 19" |
| 2 | Daniel Martin              | Garmin-Slipstream     | + 15"       |
| 3 | Haimar Zubeldia            | Astana Qazaqstan Team | + 22"       |
| 4 | Mikel Astarloza            | Euskaltel–Euskadi     | + 34"       |
| 5 | José Ángel Gómez Marchante | Cervélo TestTeam      | + 38"       |

### Etapa 6.C.A.R. de Sant Cugat del Vallès-Circuit de Montmeló.24 de maigde2009. 110,8 km
La darrera etapa de la cursa, amb un port de segona categoria, sols tenia l'interès d'acabar de decidir el vencedor final del Gran Premi de la Muntanya. Finalment el vencedor d'aquesta classificació fou Julián Sánchez Pimienta, que avantatjà en un punt al català Xavier Tondo. La victòria d'etapa es decidí a l'esprint, sent el vencedor el neozelandès Greg Henderson.
|   | Ciclista       | Equip                   | Temps      |
| - | -------------- | ----------------------- | ---------- |
| 1 | Greg Henderson | Team Columbia-High Road | 2h 26' 51" |
| 2 | Lloyd Mondory  | Ag2r-La Mondiale        | m. t.      |
| 3 | Fabio Sabatini | Liquigas                | m. t.      |
| 4 | Thor Hushovd   | Cervélo TestTeam        | m. t.      |
| 5 | Pablo Urtasun  | Euskaltel–Euskadi       | m. t.      |

|   | Ciclista                   | Equip                 | Temps       |
| - | -------------------------- | --------------------- | ----------- |
| 1 | Alejandro Valverde         | Caisse d'Epargne      | 24h 12' 10" |
| 2 | Daniel Martin              | Garmin-Slipstream     | + 15"       |
| 3 | Haimar Zubeldia            | Astana Qazaqstan Team | + 22"       |
| 4 | Mikel Astarloza            | Euskaltel–Euskadi     | + 34"       |
| 5 | José Ángel Gómez Marchante | Cervélo TestTeam      | + 38"       |

## Classificacions finals

### Classificació general
|    | Ciclista                   | Equip                 | Temps       |
| -- | -------------------------- | --------------------- | ----------- |
| 1  | Alejandro Valverde         | Caisse d'Epargne      | 24h 12' 10" |
| 2  | Daniel Martin              | Garmin-Slipstream     | + 15"       |
| 3  | Haimar Zubeldia            | Astana Qazaqstan Team | + 22"       |
| 4  | Mikel Astarloza            | Euskaltel–Euskadi     | + 34"       |
| 5  | José Ángel Gómez Marchante | Cervélo TestTeam      | + 38"       |
| 6  | Jakob Fuglsang             | Team Saxo Bank        | + 45"       |
| 7  | Aleksandr Diatxenko        | Astana Qazaqstan Team | + 49"       |
| 8  | Xavier Tondo               | Andalucía-Cajasur     | + 56"       |
| 9  | Samuel Sánchez             | Euskaltel–Euskadi     | + 1' 42"    |
| 10 | David de la Fuente         | Fuji-Servetto         | + 1' 52"    |

### Classificació de la muntanya
|   | Ciclista                | Equip               | Punts |
| - | ----------------------- | ------------------- | ----- |
| 1 | Julián Sánchez Pimienta | Contentpolis-Ampo   | 49    |
| 2 | Xavier Tondo            | Andalucia - Cajasur | 48    |
| 3 | José Luis Arrieta       | Ag2r-La Mondiale    | 42    |

### Classificació dels esprints
|   | Ciclista        | Equip               | Punts |
| - | --------------- | ------------------- | ----- |
| 1 | Samuel Dumoulin | Cofidis             | 18    |
| 2 | Javier Ramírez  | Andalucia - Cajasur | 6     |
| 3 | Cyril Dessel    | Ag2r-La Mondiale    | 3     |

### Classificació per equips
|   | Equip             | Temps       |
| - | ----------------- | ----------- |
| 1 | Team Astana       | 72h 41' 00" |
| 2 | Euskaltel–Euskadi | + 2' 22"    |
| 3 | Ag2r-La Mondiale  | + 6' 23"    |

## Evolució de les classificacions
| Etapa (Vencedor)                  | Classificació general | Classificació de la muntanya | Classificació dels esprints | Classificació per equips |
| --------------------------------- | --------------------- | ---------------------------- | --------------------------- | ------------------------ |
| Pròleg (Thor Hushovd)             | Thor Hushovd          | no s'entrega                 | no s'entrega                | Cervélo TestTeam         |
| Etapa 1 (Matti Breschel)          | Alejandro Valverde    | Lloyd Mondory                | Samuel Dumoulin             | Cervélo TestTeam         |
| Etapa 2 (Alejandro Valverde)      | Alejandro Valverde    | Xavier Tondo                 | Samuel Dumoulin             | Euskaltel–Euskadi        |
| Etapa 3 (Julián Sánchez Pimienta) | Alejandro Valverde    | Xavier Tondo                 | Samuel Dumoulin             | Astana Qazaqstan Team    |
| Etapa 4 (Nikolai Trússov)         | Alejandro Valverde    | Xavier Tondo                 | Samuel Dumoulin             | Astana Qazaqstan Team    |
| Etapa 5 (Thor Hushovd)            | Alejandro Valverde    | Julián Sánchez Pimienta      | Samuel Dumoulin             | Astana Qazaqstan Team    |
| Etapa 6 (Greg Henderson)          | Alejandro Valverde    | Julián Sánchez Pimienta      | Samuel Dumoulin             | Astana Qazaqstan Team    |
| Final                             | Alejandro Valverde    | Julián Sánchez Pimienta      | Samuel Dumoulin             | Astana Qazaqstan Team    |